# Муниципиум
Муниципиум (на латински: municipium; мн.ч.: municipia) в Римската република e зависим от Рим град при различни условия в Лацио (Latium) и по-късно в Италия, чийто жители поемат към Рим същите задължения (лат.: munera capere), както римските граждани.
От латинската война 338 пр.н.е. жителите на municipia cum suffragio имат същите права, както римските граждани. Първият municipium от такъв вид e Тускулум. След това такива стават Арициа, Ланувиум и Номентум.
Жителите на municipium (също civitas) sine suffragio дълго време не са пълноценни римски граждани. Те трябва да плащат данъци и служат в римската войска, но нямат право на глас и да бъдат избирани в изборите на общината и не са записани в Трибус.
Най-старият такъв municipia e Цере (Caere), който има собствено управление и има списък tabulae Caeritium на жителите, които нямат право да гласуват. Други градове от тази правна форма са Капуа, Куме, Касилинум и Ателае.
Други municipia без право на глас и вътрешно не са автономни, стоят под контролата на изпратен от Рим префект. Към края на 4 век пр.н.е. такива са Фунди, Formiae и Арпинум, по-късно и други praefecturae идват към тях.
Законите Lex Iulia и Lex Plautia Papiria по времето на съюзническата война 90 и 89 pr.н.е. издигат всички градове на Италия в municipium с пълни граждански права. Оттогава думата municipium означава „италийска местност“.
През времето на Гай Юлий Цезар, градовете в провинциите извън Италия (почти само в
западната част на империята) получават правото на municipium. През 1 и 2 век съществува и municipia Latina, чийто жители имат в сравнение с римските по-малко латински права.
От 212 г. всички градове на империята притежават най-малко ранг на един municipium.